# Calliteara fidjiensis
Calliteara fidjiensis är en fjärilsart som beskrevs av Paul Mabille och Vuillot 1890. Calliteara fidjiensis ingår i släktet harfotsspinnare, och familjen tofsspinnare. Inga underarter finns listade i Catalogue of Life.